# Montmort-Lucy
Montmort-Lucy és un municipi francès, situat al departament del Marne i a la regió del Gran Est. L'any 2007 tenia 592 habitants.

## Demografia

### Població
El 2007 la població de fet de Montmort-Lucy era de 592 persones. Hi havia 254 famílies, de les quals 72 eren unipersonals (24 homes vivint sols i 48 dones vivint soles), 95 parelles sense fills, 75 parelles amb fills i 12 famílies monoparentals amb fills.
La població ha evolucionat segons el següent gràfic:
Habitants censats

### Habitatges
El 2007 hi havia 309 habitatges, 256 eren l'habitatge principal de la família, 20 eren segones residències i 33 estaven desocupats. 259 eren cases i 50 eren apartaments. Dels 256 habitatges principals, 171 estaven ocupats pels seus propietaris, 78 estaven llogats i ocupats pels llogaters i 7 estaven cedits a títol gratuït; 22 tenien una cambra, 20 en tenien dues, 28 en tenien tres, 63 en tenien quatre i 124 en tenien cinc o més. 182 habitatges disposaven pel capbaix d'una plaça de pàrquing. A 86 habitatges hi havia un automòbil i a 126 n'hi havia dos o més.

### Piràmide de població
La piràmide de població per edats i sexe el 2009 era:
| Homes | Edats   | Dones |
| ----- | ------- | ----- |
| 0     | 95 o +  | 0     |
| 0     | 90 a 94 | 0     |
| 0     | 85 a 89 | 20    |
| 4     | 80 a 84 | 4     |
| 12    | 75 a 79 | 20    |
| 8     | 70 a 74 | 12    |
| 4     | 65 a 69 | 8     |
| 16    | 60 a 64 | 16    |
| 8     | 55 a 59 | 16    |
| 40    | 50 a 54 | 48    |
| 16    | 45 a 49 | 8     |
| 20    | 40 a 44 | 20    |
| 24    | 35 a 39 | 24    |
| 20    | 30 a 34 | 12    |
| 24    | 25 a 29 | 8     |
| 8     | 20 a 24 | 12    |
| 36    | 15 a 19 | 28    |
| 20    | 10 a 14 | 24    |
| 12    | 5 a 9   | 8     |
| 12    | 0 a 4   | 0     |

## Economia
El 2007 la població en edat de treballar era de 381 persones, 278 eren actives i 103 eren inactives. De les 278 persones actives 265 estaven ocupades (146 homes i 119 dones) i 13 estaven aturades (7 homes i 6 dones). De les 103 persones inactives 53 estaven jubilades, 28 estaven estudiant i 22 estaven classificades com a «altres inactius».

### Ingressos
El 2009 a Montmort-Lucy hi havia 243 unitats fiscals que integraven 571 persones, la mediana anual d'ingressos fiscals per persona era de 20.751 €.

### Activitats econòmiques
Dels 31 establiments que hi havia el 2007, 1 era d'una empresa extractiva, 2 d'empreses alimentàries, 2 d'empreses de fabricació d'altres productes industrials, 1 d'una empresa de construcció, 2 d'empreses de comerç i reparació d'automòbils, 1 d'una empresa de transport, 2 d'empreses d'hostatgeria i restauració, 1 d'una empresa d'informació i comunicació, 4 d'empreses financeres, 3 d'empreses immobiliàries, 2 d'empreses de serveis, 5 d'entitats de l'administració pública i 5 d'empreses classificades com a «altres activitats de serveis».
Dels 5 establiments de servei als particulars que hi havia el 2009, 1 era una oficina bancària, 1 lampisteria, 2 perruqueries i 1 restaurant.
L'únic establiment comercial que hi havia el 2009 era una fleca.
L'any 2000 a Montmort-Lucy hi havia 14 explotacions agrícoles que ocupaven un total de 618 hectàrees.

## Equipaments sanitaris i escolars
El 2009 hi havia 1 escola maternal i 1 escola elemental. Montmort-Lucy disposava d'un col·legi d'educació secundària amb 137 alumnes.

## Poblacions més properes
El següent diagrama mostra les poblacions més properes.